# Éducation de prince (film, 1938)
Pour le film de Henri Diamant-Berger, voir Éducation de prince.
Pour plus de détails, voir Fiche technique et Distribution.
Éducation de prince est un film français réalisé par Alexandre Esway, sorti en 1938. Il s'agit d'une reprise de Éducation de prince d'Henri Diamant-Berger sorti en 1927.

## Synopsis
Sophie, ex-reine de Silistrie et veuve du roi Bogidar, renversé par l'un des nombreux coups d'État dont son pays est devenu coutumier, vit pauvrement en exil à Paris avec son fils le prince Alexandre dit Sacha Gregorieff, jeune étudiant peu soucieux de son statut d'héritier du trône de Silistrie et participant enthousiaste à toute manifestation un peu anarchiste fleurissant dans sa faculté. Il vit également un amour partagé avec sa condisciple Marianne, fille du délicieux Monsieur Honorat, artisan-poète qui fabrique ironiquement des marionnettes sur une péniche fleurie amarrée en bord de Seine.
La reine Sophie, extravagante et hyperactive, a jusqu'alors réussi à survivre à peu près convenablement en couvrant de titres ronflants et d'honneurs virtuels tour à tour son concierge, l'épicier ou le boucher devenus, par les largesses de l'ex-souveraine, comte, baron ou autre dignitaire silistrien, hélas in partibus.
Mais la Silistrie intéresse également au premier chef un financier moyennement scrupuleux nommé Chautard dont la fortune dépend de l'exclusivité d'exploitation du pétrole silistrien qui ne lui est régulièrement renouvelée, révolution après révolution, que contre argent sonnant versé au nouveau dictateur du jour. Désireux de mettre fin à cette spirale qui va le ruiner, Chautard va tenter de rétablir en Silistrie une monarchie durable lui coûtant infiniment moins cher.
Il s'adresse alors à l'homme qui peut lui faire rencontrer la souveraine déchue et l'héritier providentiel, le très snob et tout aussi moyennement scrupuleux Cercleux, cynique désabusé expert en bonnes manières et en relations mondaines. Ce personnage, bien moins froid qu'il ne veut le paraître, va prendre en main le jeune Sacha afin de lui donner, du moins le pense-t-il, une Éducation de prince. Après maintes péripéties, le doux et charmant Alexandre montera bien sur le trône silistrien au bras de son délicieux symbole républicain devant Cercleux et Chautard couverts de décorations et d'uniformes prestigieux.
Longeant la nef solennelle après le couronnement, Marianne ne peut s'empêcher de demander à Alexandre :
« Vous croyez vraiment que je serai une reine... convenable ?

—  Qu'est-ce que vous savez faire ? répond Sacha.

—  Les pull-overs, la cuisine bourgeoise et les équations au troisième degré.

—  C'est plus qu'il n'en faut ! » conclut le nouveau roi de Silistrie.

## Fiche technique
- Réalisation : Alexandre Esway assisté de Françoise Giroud (sous le nom de France Gourdji) et Jean Lévi
- Scénario : Henri-Georges Clouzot, Carlo Rim, Paul Madeux d'après la pièce-homonyme de Maurice Donnay
- Dialogue : Carlo Rim
- Décors : Jean Bijon
- Photographie : Léonce-Henri Burel
- Effets spéciaux : Nicolas Wilcké
- Son : Émile Lagarde, Paul Plançon
- Montage : André Versein
- Musique : Manuel Rosenthal
- Producteur: Raymond Borderie
- Société de production : Compagnie industrielle et commerciale cinématographique (CICC)
- Société de distribution : Paramount
- Format : Noir et blanc - 1,37:1 - Procédé cinématographique : sphérique - 35 mm - Son mono (Western Electric-Wide Range)
- Durée : 95 minutes
- Genre : Comédie
- Première de gala : 7 octobre 1938
- Date de sortie :
  - France : 11 octobre 1938
- Visa d'exploitation : 6689

## Distribution
- Louis Jouvet : René Cercleux
- Elvire Popesco : la reine Sophie de Silistrie
- Robert Lynen : le prince Alexandre Gregorieff dit « Sacha »
- Josette Day : Marianne Honorat
- Mireille Perrey : Gisèle Béryl
- André Alerme : M. Chautard
- Geymond Vital : le général Braoulitch
- Alexandre Mihalesco : Selim
- Fernand Charpin : M. Honorat
- Jean Temerson : Hector
- Sylvain Itkine : le professeur Mehara
- Barencey : l'ancien dictateur silistrien
- Georges Douking : M. Pausanias
- Pierre Ferval : le directeur de l'hôtel Ritz
- Albert Broquin : M. Courges
- Jean Daurand : un camarade de Marianne
- Hugues de Bagratide : dignitaire silistrien
- Robert Ralphy : dignitaire silistrien
- Jane de Cayrol : dame de la cour silistrienne
- Marguerite de Morlaye : dame de la cour silistrienne
- Paul Escoffier

## Tournage
Le film a été tourné aux studios de Saint-Maurice et à Paris (berges de la Seine, Opéra).